# NGC 710
NGC 710 est une galaxie spirale située dans la constellation d'Andromède. NGC 710 a été découverte par l'ingénieur irlandais Bindon Stoney en 1850.

## Caractéristiques
Sa vitesse par rapport au fond diffus cosmologique est de 5 871 ± 19 km/s, ce qui correspond à une distance de Hubble de 86,6 ± 6,1 Mpc (∼282 millions d'al).
À ce jour, une mesure non basée sur le décalage vers le rouge (redshift) donne une distance d'environ 35,700 Mpc (∼116 millions d'al). Cette valeur est loin à l'extérieur des valeurs de la distance de Hubble.
La classe de luminosité de NGC 710 est III-IV et elle présente une large raie HI.
En raison d'une brillance de surface égale à 14,18 mag/am2, on peut qualifier NGC 710 de galaxie à faible brillance de surface (LSB en anglais pour low surface brightness). Les galaxies LSB sont des galaxies diffuses (D) avec une brillance de surface inférieure de moins d'une magnitude à celle du ciel nocturne ambiant.

## Supernova
La supernova SN 2002eo a été découverte dans NGC 710 le 20 août 2002 par W. D. Li de l'université de Californie à Berkeley, dans le cadre du programme LOTOSS de l'observatoire Lick. Cette supernova était de type II.

## Amas de galaxies Abell 262

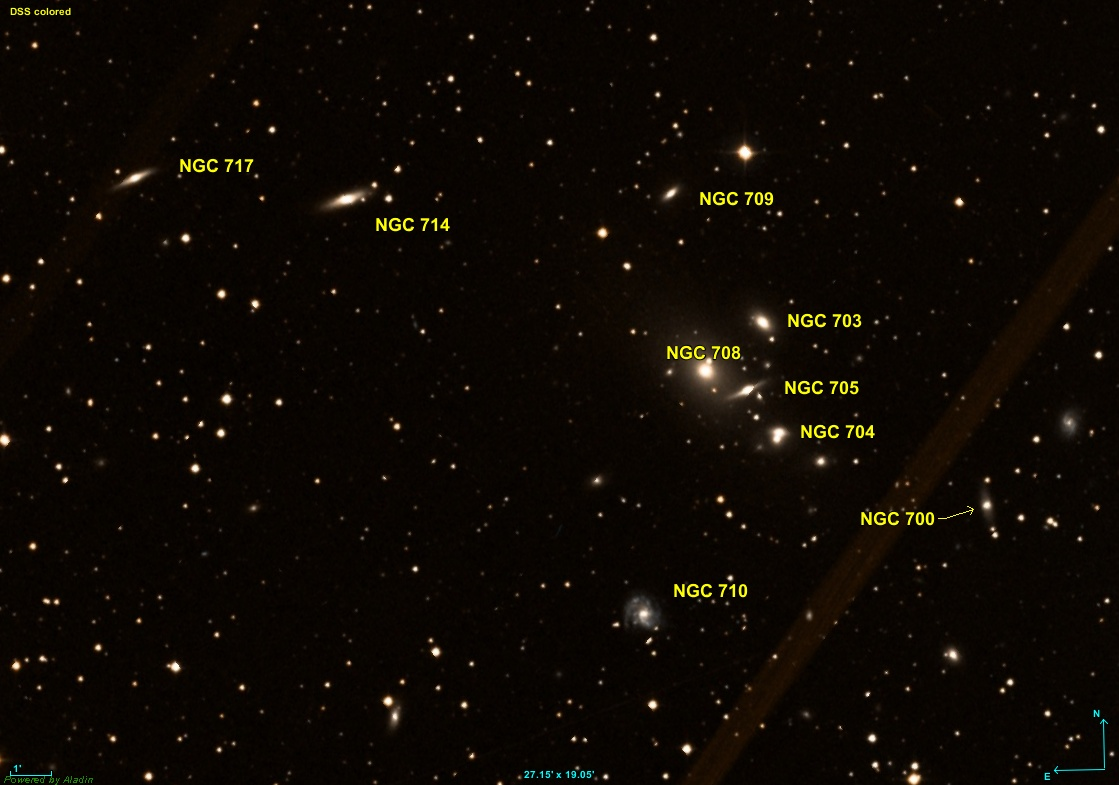
L'amas galactique Abell 262. NGC 759 est en dehors du champ de l'image, à gauche.

NGC 710 fait partie de l'amas de galaxies Abell 262, un sous-ensemble du superamas de Persée-Poissons. Les autres galaxies NGC de cet amas qui comprend plus de 100 membres sont : NGC 700, NGC 703, NGC 704, NGC 705, NGC 708, NGC 709, NGC 714, NGC 717 et NGC 759.